# آلفرد اشمیت (وزنه‌بردار)
آلفرد اشمیت (انگلیسی: Alfred Schmidt؛ ۱ مهٔ ۱۸۹۸ – ۵ نوامبر ۱۹۷۲) یک وزنه‌بردار اهل استونی بود.
وی توانسته است مدال نقره وزن ۶۰- کیلوگرم وزنه‌برداری بازی‌های المپیک تابستانی ۱۹۲۰ را کسب کند.